# Lijst van personages uit Het Huis Anubis
Dit is de lijst van personages van Het Huis Anubis, een televisieserie die liep van 2006 tot 2009. De serie werd elke schooldag op Nickelodeon uitgezonden.

## Personages

### Hoofdrolspelers (Bewoners)

#### Nienke Martens
Loek Beernink (2006 - 2009; afl. 1 t/m 404)
Nienke is in het begin van de serie de nieuwkomer van het internaat. Door haar verlegenheid en geheimzinnige voorkomen zorgt ze voor een hoop opschudding als ze hier arriveert. Een derde bron van al deze opwinding is het feit dat Nienke volgens sommigen in het internaat de plaats van Joyce 'overnam'. Ze werd dan ook sterk door de anderen op de proef gesteld. Nienke wordt later door de anderen op het internaat wel geaccepteerd, maar dit komt vooral door haar prettige persoonlijkheid.
Ze heeft haar beide ouders op jonge leeftijd verloren en woonde eerst bij haar oma, maar moest later naar het internaat, omdat haar oma naar een bejaardentehuis moest in verband met haar gezondheid. Ze is heel verlegen en is verliefd op Fabian, met wie ze later in de serie een relatie krijgt. Ze is vreemdgegaan met Jimmy, maar uiteindelijk zijn Nienke en Fabian toch een koppel gebleven. Als ze hoort dat hij dood is (iets wat in werkelijkheid niet het geval is), is ze zo van slag dat ze met de Geheime Club van de oude Wilg wil stoppen. Uiteindelijk besluit ze toch door te gaan, speciaal voor Fabian. Wanneer ze te ontdekt dat Fabian toch nog leeft is ze uiteraard dolgelukkig. Nienke en Amber zijn beste vriendinnen en ze deelden ook eerst een kamer, maar door de verandering van kamers sliep ze met Patricia op één kamer. Soms sliep ze echter ook bij Amber op zolder. Nadat Patricia verdwenen was kwam Amber terug in haar kamer slapen.
Nienke is de eerste die met het mysterie van de graal in aanraking kwam door Sarah. Ze richt ook samen met Fabian en Amber de Club Van De Oude Wilg op.
In de laatste aflevering moest ze de traan (het zoontje van Amneris) aan Anchesenamon geven, om Noa en Rosa te doen ontwaken. Daarna kwam ze in de geestenwereld en zei Amneris dat de vloek opgeheven was. Daarna werd ze samen met Noa wakker, en kwam Rosa uit de sarcofaag.
In de derde film van Anubis namelijk "Anubis en de terugkeer van Sibuna", probeert ze samen met de rest van de club Appie te redden van de Germaanse orde. Nienke is nu een arts in wording en krijgt een dure opleiding in het ziekenhuis.

#### Amber Rosenbergh
Iris Hesseling (2006 - 2009; afl. 1 t/m 404)
Amber is het mooie populaire meisje uit het huis Anubis. Haar vader heeft haar altijd alles gegeven wat ze wilde, maar toch is ze niet verwend geworden. Amber is niet echt de slimste van het huis. Zo is ze zeer impulsief en doet dingen altijd direct, zonder dat ze erover na heeft gedacht. Dat brengt haar vaak in vreemde situaties. Ze is ook heel erg ijdel en haat het als er ook maar een klein vlekje in haar kleding zit.
Ze zegt soms dingen waarvan ze de betekenis niet eens weet zoals: 'Commandeer je hondje en blaf zelf.' Amber heeft de meest vergezochte fantasieën en maakt van alles iets bijzonders. Voor haar is het mysterie dan ook behoorlijk fascinerend; een soort hoofdrol in haar eigen avonturenfilm. Ze weet ook vaak wie te vertrouwen is en wie niet.
Amber krijgt met Nienke een eerste echte vriendin in haar leven en gelooft ook met Fabian als eerste dat Nienke Joyce niets heeft aangedaan. Nienke heeft soms dromen over Sarah die ze best wel eng vindt, Amber probeert haar dan gerust te stellen en zegt dat het aanwijzingen zijn, wat vaak ook zo is. Amber probeerde in seizoen 1 Mick terug te winnen door mee te doen aan de verkiezingen voor de nieuwe schoolvertegenwoordiger. Het lukte Amber niet om Mick terug te winnen omdat Mick stapel verliefd was op Mara  en een relatie had met Mara. Amber doet  ook enorm haar best om Nienke te troosten met Fabian die "overleden" is. Amber is ook de enige die twijfelt of Fabian wel echt dood is, waardoor ze als eerste in contact komt met de geheimzinnige arts. Ze ontdekt dat de arts en Matthijs samenwerken en tot het genootschap van Anchesenamon behoren. 
Ze probeert de Club te helpen, iets wat haar vaak onbewust lukt, omdat ze per ongeluk iets zegt waar de club mee verder kan. Ze sliep eerst op dezelfde kamer als Nienke, maar nadat de kamers zijn verwisseld sliep ze op de zolder, wat ze behoorlijk eng vond. Ter geruststelling hielden Nienke en Appie haar soms gezelschap. Nadat Patricia verdwenen was, sliep ze terug in haar oorspronkelijke kamer. Amber kan het heel goed vinden met Appie, ze is dan ook de eerste die “de nieuwe” Appie gelooft.
Amber is de derde die met het mysterie van de graal in aanraking kwam doordat ze zag dat Nienke iets verstopt had en ernaar bleef doorvragen. Ze trad toe tot de club na Fabian.
In de derde film is ze jaloers op Appie zijn nieuwe vriendin, ze is namelijk zelf verliefd op Appie. Op het einde van de film worden Appie & Amber eindelijk een koppel. Ze is een super beroemd model en ze heeft een muziekcarrière, ze is het gezicht van een Honingcampagne, verkleed als een bij doet ze promotie.

#### Fabian Ruitenburg
Lucien van Geffen (2006 - 2009; afl. 1 t/m 404)
De slimme 'studiebol' en betweter met een zachtaardig karakter, die bijna als enige helemaal zichzelf is. Hij is erg wijs voor zijn leeftijd, zeer goed in abstracte vakken en hij ziet altijd als eerste de achterliggende betekenis. Als Nienke op school komt wordt hij ook voor het eerst verliefd. Ze krijgen later een relatie met elkaar. Door zijn verliefdheid raakt Fabian ook betrokken bij het mysterie, waarschijnlijk meer dan hij werkelijk wil. Hij heeft krullend haar en blauwe ogen.
In de eerste aflevering van seizoen 3 deel 2 raakt Fabian in coma. In deel 2 gaan Nienke, Amber, Appie en ook Mick en Joyce samen naar het ziekenhuis. Ze krijgen te horen dat Fabian overleden is, maar ondertussen verschijnen er beelden van de mysterieuze arts (uit de eerste afleveringen). Hij gaat met een brancard waar Fabian op ligt, naar buiten en rijdt met de ambulance weg. De mysterieuze arts probeert een gif, dat per ongeluk aan Fabian was toegediend, uit hem te halen, om het te gebruiken voor Noa, voor wie het bestemd was. Matthijs helpt Fabian ontsnappen maar eerst moet Fabian beloven dat hij zal terugkeren naar de villa. Ondertussen woont hij weer in Het Huis Anubis alleen dan onder de naam "Berend", omdat hij nog niet aan iedereen wil vertellen dat hij nog leeft. Alleen Nienke, Amber, Appie, Jeroen, Mick, Noa en Trudie weten dat hij Fabian is. Sinds Matthijs hem de sleutels van het luik in de kelder heeft gegeven hoefde hij echter niet meer terug te komen. Jakob had hier ook geen problemen mee. Hij sliep eerst op dezelfde kamer met Mick. In het tweede deel van het derde seizoen en een stukje van seizoen 4 werd hij gevangen gehouden door Jakob. Na zijn terugkeer sliep hij in Jeroens oude bed, nadat Jeroen naar Egypte vertrokken was, en deelde hij dus een kamer met Appie.
Fabian is de tweede die met het mysterie van de graal in aanraking kwam, nadat Nienke om zijn hulp vroeg met het ontcijferen van enkele hiërogliefen.
In de derde film is het uit met Nienke. Fabian probeert samen met de rest van de club Appie te redden. Fabian is een archeoloog die vooral Germaanse opgravingen doet. Hij wordt goed betaald voor zijn job. Op het einde is het weer aan tussen hem en Nienke.

#### Mick Zeelenberg
Vincent Banic (2006 - 2009; afl. 1 t/m 404)
Mick is een jongen die heel veel sport. Hij is dan ook gespierd en slank. Hij houdt vooral van surfen, skateboarden en snowboarden. Mick is de knapste jongen uit het huis en weet dit ook.  Mick wordt door meisjes snel aantrekkelijk gevonden, hoewel hij zich er niet zoveel van aantrekt; hij is dan ook heel nuchter. Hij is de kamergenoot van Fabian.
Mick heeft een jonger zusje dat blind is. Hij wil dokter worden om haar van deze blindheid af te helpen. Desondanks wil hij niet dat iemand dit weet. Mick is een jongen die zich niet gauw bindt, hoewel hij in het begin van de serie wel een relatie had met Amber. Nadat hun relatie enkele strubbelingen doormaakte en Amber uiteindelijk niet is komen opdagen op een afspraakje dumpte hij haar en kreeg hij later een relatie met Mara. Maar Mara ging vreemd met Jeroen en ging bovendien terug naar Dubai. In seizoen 3 krijgt hij een relatie met Joyce. Samen met Joyce en Kleine Robbie redt hij het dorp van oom Ibrahim en zorgt hij er ook voor dat Van Swieten directeur blijft op de school. In het begin van het laatste seizoen vertrekt Joyce samen met Patricia naar Amerika, maar desondanks blijven ze wel een koppel vormen. Als Sofie in het huis komt wonen, wordt hij echter op haar verliefd. Dit is wederzijds maar ze weten het niet van elkaar en doen alsof ze elkaar enorm haten. In de laatste aflevering vormen ze uiteindelijk een koppel (ondanks hij en Joyce eigenlijk nog samen waren). Mick heeft de hele serie in dezelfde kamer geslapen. Eerst sliep hij er samen met Fabian (en tijdelijk Jimmy in seizoen 2), nadien met Danny.
Hoewel Mick de hele serie in het huis heeft gewoond, heeft hij nooit afgeweten van het mysterie. In het laatste seizoen komt hij wel te weten dat Fabian nog leeft en dat Noa's leven in gevaar is. Waarschijnlijk weet hij ook af van de club, doordat Danny hem vertelde over het feit dat Nienke, Fabian, Amber en Appie steeds met geheime dingen bezig zijn en "een club" vormen.

#### Mara Sabri
Liliana de Vries (2006 - 2007; afl. 1 t/m 146)
Mara is een lief en heel onzeker meisje. Ze heeft liever geen sterke mening over zaken. Ze is intelligent en geniet van leren. Mara fungeert als de lijm die de groep bij elkaar houdt. In seizoen 2 vertrok ze samen met haar tweelingzus Yasmine naar Dubai om bij hun ouders te zijn, vanwege problemen in haar relatie met Mick. Tijdens die periode ontwikkelde ze gevoelens voor Jeroen en ging ze vreemd. Yasmine verraste Mara door bij hen thuis te verblijven, op initiatief van Joyce en Patricia. Mara was een bewoonster van het internaat. Yasmine noemt Mara ook wel Maya en zichzelf Yaya. In eerste instantie deelde ze haar kamer met Patricia, maar nadat Joyce terugkwam, stelde ze voor dat ze op zolder zou slapen als vervanging voor Joyce.

#### Patricia Soeters
Vreneli van Helbergen (2006 - 2009; afl. 1 t/m 370)
Patricia is een bemoeial met een grote mond waar niet mee te spotten valt. Ze is wel heel aardig als je eenmaal vrienden met haar bent. Ze heeft veel over voor haar vrienden, vooral voor haar plots verdwenen vriendin Joyce. Patricia kenmerkt zich door haar uiterlijk dat dagelijks verandert. Ze heeft een harde jeugd gehad en dat is duidelijk te merken. Patricia is zeer aanwezig te noemen. Patricia vertrouwde Nienke eerst niet maar later worden ze beste vriendinnen en mag Patricia zelfs bij de Club van de Oude Wilg. Rufus is haar vijand.
Ze sliep eerst met Mara op de kamer, maar toen Joyce terugkwam ruilde Mara met Joyce. Nu zijn de kamers weer veranderd en slaapt ze met Nienke op de kamer. In seizoen 3 deel 2 heeft ze de club opgebiecht over haar verraad. Bij het kasteel van Zeno verdween ze spoorloos, maar helpt de Club van de Oude Wilg als een "Geheime helper", door zich onder andere te verstoppen in de kelder. Zo is ze de eerste van de club die Victors vader ontdekt. In de eerste aflevering van seizoen 4 komt de club erachter dat zij de geheime helper was. Ze zorgt ervoor dat de vader van Victor de traan niet te pakken krijgt. Later krijgt Patricia een brief waarin staat dat zij en Joyce zijn aangenomen op een High School in Amerika. Eerst willen ze niet gaan, maar ze besluiten later toch te gaan. In het huis sliep ze eerst in dezelfde kamer met Mara en later Joyce. Na de kamerruil sliep ze bij Nienke op de kamer, totdat ze op mysterieuze wijze verdween. Na haar terugkeer sliep ze terug in de kamer waar ze eerst sliep, opnieuw samen met Joyce.
Patricia is de vierde die met het mysterie van de graal in aanraking kwam, nadat de club vond dat ze recht had om te weten waarmee ze in werkelijkheid bezig waren. Eerst dacht Patricia dat de club iets te maken had met de verdwijning van Joyce, maar uiteindelijk gelooft ze hen.

#### Jeroen Cornelissen
Sven de Wijn (2006 - 2009; afl. 1 t/m 404)
Jeroen is een yup. Sinds zijn vader in de gevangenis zit wegens grootscheepse fraude, is Jeroen veranderd in een vervelend manipulatief persoon. Hoe meer mensen hij tegen elkaar kan opzetten, hoe leuker hij het vindt. Met Appie vormt hij een duo. Jeroen is ook bij het geheim betrokken. Hij luisterde de club een keer af en ontdekte dat er een schat in het huis verborgen zou liggen en kwam ook te weten dat een zekere Zeno Terpstra deze wou. Hij nam contact op met Zeno en beloofde hem dat hij hem de schat zou bezorgen, in ruil voor veel geld. Uiteindelijk lukt het hem om de graal (de schat) te stelen en te bezorgen aan Zeno, maar deze valt echter voor Jeroens ogen flauw en belandt in coma. Dit komt doordat hij van een vergiftigde wijn dronk die Raven hem op de een of andere manier heeft bezorgd. Raven heeft dit allemaal kunnen filmen. Jeroen vlucht weg en Raven komt nadien de graal ophalen die nog bij Zeno staat. Raven heeft de graal nodig om de liefdestombe van Toetanchamon te vinden met de bedoeling om deze leeg te roven.
Op een dag krijgt Jeroen een filmpje te zien dat een onbekende persoon naar hem gestuurd heeft waarop te zien is hoe Zeno flauwvalt in het bijzijn van Jeroen, die vervolgens wegloopt. Deze persoon dwingt Jeroen om te doen wat hij zegt, anders zal het filmpje openbaar worden gemaakt. Ondertussen is Raven (onder zijn schuilnaam Wolf) leraar geworden in de school waar de bewoners van Het Huis Anubis naartoe gaan. Jeroen kan het goed vinden met Wolf en vertelt hem uiteindelijk dat hij gechanteerd wordt en niet goed weet hoe hij dit moet oplossen. Wolf raadt hem aan om, indien dit mogelijk is, gewoon te doen wat ze van hem vragen. In de laatste aflevering van seizoen 2 deel 1 moet Jeroen aan zijn chanteur een amulet bezorgen in een kasteel. Hij komt voor het eerst oog in oog te staan met deze persoon, die een ravenmasker draagt om niet herkend te worden. Jeroen ziet echter toch dat het Wolf is.
Hij vlucht weg en later op school verstopt hij zich eerst voor Wolf, maar uiteindelijk hebben ze samen een gesprek. Wolf vertelt hem dat hij weet dat Jeroens vader in de gevangenis zit en wil Jeroen helpen om hem vrij te krijgen. Met het nodige geld zou hij dit kunnen regelen. Jeroen gaat akkoord en moet van hem de club constant in de gaten houden.
Jeroen is verliefd op Noa. Raven heeft haar echter ontvoerd tegen het einde van het tweede seizoen omdat zij de uitverkorene is. Jeroen kan met Noa praten en Noa probeert Jeroen duidelijk te maken dat Wolf niet te vertrouwen is. Uiteindelijk komt hij erachter dat dit ook zo is en mede hierdoor kiest hij er uiteindelijk voor om De Club van de Oude Wilg te helpen in plaats van Wolf. Op het einde van het tweede seizoen ziet hij zijn vader terug als vrij man, omdat Noa ervoor heeft gezorgd dat hij een zeer goede advocaat heeft gekregen.
In seizoen 3 heeft Jeroen in het begin niets te meer te maken met het mysterie en probeert hij samen met Noa een man te zoeken voor Trudie. Wat hij echter niet weet is dat de club een visioen heeft gekregen over Noa en dat ze in gevaar is. Wanneer Fabian "gestorven" is, begint hij te vermoeden dat Patricia iets verbergt. Hij ontdekt dat ze iets met de dood van Fabian te maken heeft wanneer hij een gesprek afluistert tussen haar en Rufus. Jeroen confronteert haar hiermee en dwingt haar alles te vertellen. Hierdoor komt ook de club te weten dat Patricia hen verraden heeft door samen te werken met Rufus. Patricia vertelt aan de club, Jeroen en Noa dat Rufus haar chanteerde en dat hij voor Zeno werkt, die op sterven ligt door wat er met hem is gebeurd in het vorige seizoen. Hij moet De Traan hebben om te genezen. Jeroen is uiteraard enorm geschokt van het feit dat Zeno er iets mee te maken heeft. Hij beseft dat de club allerlei informatie heeft achtergehouden voor hem en Noa en dwingt hen om alles op te biechten. Nu komt ook hij te weten dat Noa in gevaar is. Hij en Noa zijn uiteraard enorm bezorgd. Vanaf dan werkt hij samen met de club om De Traan van Isis te vinden en wordt ook officieel lid van de club.
In seizoen 4 sterft Zeno Terpstra, maar hij heeft een videoboodschap achtergelaten voor de club. Zeno vertelt dat er een manier is om Noa te redden, maar dat hiervoor De Traan gezuiverd moet worden. Dit kan gedaan worden door 3 stappen te volbrengen die te vinden zijn op 3 verschillende papyrusrollen die zich in Egypte bevinden. Zeno heeft berouw gekregen van zijn daden en wou de papyrusrollen gaan zoeken voor de club om het goed te maken. Hij heeft er echter maar 1 kunnen vinden voor hij stierf. Daarom vraagt hij aan Jeroen om naar Egypte te gaan om de laatste 2 papyrusrollen te gaan zoeken. Eerst wil hij niet omdat hij dicht bij Noa wil zijn, maar Fabian kan hem echter overtuigen. Uiteindelijk kan hij ze beiden vinden en keert in de allerlaatste aflevering terug. Nienke kan de allerlaatste opdracht vervullen door De Traan aan Anchesenamon te geven, zodat Noa terug ontwaakt en helemaal genezen is.
Technisch gezien is Jeroen de vijfde die met het mysterie van de graal in aanraking kwam, aangezien hij de club afluisterde voordat Appie lid werd. In de eerste twee seizoenen werkte hij de club tegen. Eerst gewoon voor geld, nadien om zijn vader vrij te krijgen uit de gevangenis. In de finale van het tweede seizoen krijgt hij berouw en helpt hij de club om Raven te verslaan. In het tweede deel van het derde seizoen vertelt de club hem dat Noa's leven in gevaar is en dat ze De Traan van Isis moeten vinden. Eerst wil hij dit alleen doen, maar uiteindelijk besluit hij om het samen met de club te doen. Hij wordt dan het zesde lid van de club.
In de derde film zien we dat Jeroen een louche zakenman geworden is. Hij verkoopt namelijk gestolen schatten uit Egypte (die hij mogelijk tijdens zijn verblijf in seizoen 4 heeft gestolen). De club heeft zijn hulp nodig om Appie te redden en hij besluit om mee te helpen. In de laatste scène zegt hij dat hij heel graag de hoorn zou willen bijhouden omdat deze veel waard is. De rest van de club wil echter dat hij hem weggooit omdat het veel te gevaarlijk is. Na enige twijfel gaat Jeroen akkoord en kiest hiermee voor de club.

#### Joyce van Bodegraven
Marieke Westenenk (2006 - 2009; afl. 59 t/m 376)
Toen Nienke in Het Huis Anubis kwam was Joyce ineens verdwenen. Haar beste vriendin Patricia had hier de grootste moeite mee. In het tweede deel van Het Huis Anubis is Joyce echter teruggekomen. Joyce is een lief, knap en vrolijk meisje. Iedereen kan goed met haar overweg en het komt zelden voor dat iemand haar niet mag. Joyce houdt van weddenschappen en krijgt een relatie met Mick. Zij zijn de enigen die niks van het geheim afweten. Samen met Mick organiseert ze ook een veiling om meneer Van Swieten en het dorp van Oom Ibrahim te redden.
In het vierde seizoen krijgt Patricia een brief waarin staat dat zij en Joyce zijn aangenomen op een High School in Amerika. Eerst willen ze niet gaan, maar ze besluiten later toch te gaan.
Joyce & Patricia keren voor een maand terug in de zomervakantie om bij hun vrienden van het huis Anubis te blijven in De Wraak Van Arghus, de tweede anubis-film. Hierin probeert Joyce Patricia te kalmeren aangezien Robbie verdwenen is. Joyce ziet ook voor de eerste keer Mick & Sofie samen en is er nog steeds kapot van. Na de tweede film keert ze met Patricia terug voor een nieuw schooljaar in Amerika. Joyce zou eerst op zolder slapen, maar nadat ze er een geest had gezien is ze in Patricia's kamer gaan slapen, in plaats van Mara. Na de kamerwissel in het derde seizoen is Noa op haar kamer gekomen.
Joyce is nooit in aanraking gekomen met het mysterie, hoewel Patricia haar ooit eens per ongeluk de geheime groet van de club heeft getoond. Verder weet ze ook dat Patricia, Nienke, Fabian, Amber en Appie in een club zitten, maar ze hebben haar wijsgemaakt dat het een voorleesclub is en dat ze elkaar enge verhalen voorlezen.
Door een passage uit de boekenserie kan de volgende conclusie worden getrokken:
Tijdens de herfstvakantie was de vader van Joyce getuige van een aanrijding. Hierdoor moesten hij en zijn gezin onderduiken. Victor, Directeur van Zwieten, Mevrouw van Engelen en later ook Jason Winker zorgde ervoor dat dit geheim bleef, door te beweren dat Joyce nooit op school had gezeten.
Een aanwijzing hierna kan worden gevonden als van Zwieten het tijdens het eerste seizoen een paar keer over 'de rechtszaak' heeft. De grootprior, met wie vaak wordt gebeld, zou Joyce's vader zijn

#### Noa van Rijn
Gamze Tazim (2007 - 2009; afl. 147 t/m 404)
Noa duikt plots op als Mara weg is gegaan uit Het Huis Anubis. Ze is stijlvol in haar kleding en alles wat ze aantrekt is net anders dan anders en onbedoeld trendsettend. Noa is een afstammeling van Amneris. Eigenlijk draagt ze de naam Fazia, prinses van Egypte, maar na de dood van haar ouders heeft een oude sjeik haar geadopteerd en de naam 'Noa' gegeven. Noa laat zich niet intimideren door de anderen in het huis en ook niet beïnvloeden. Noa is dol op rommel, ze kan dan ook niets weggooien. Zelfs kapotte dingen sleept ze mee, want aan alles is ze gehecht.
In het huis krijgt Noa een bijzondere band met Jeroen, hij is de eerste jongen die ze echt toelaat.  Noa is ook de uitverkorene. Ze loopt een enorm gevaar als de club de opdracht niet vervult in de geheime gang onder het huis. Noa heeft een relatie met Jeroen (Sven de Wijn), ze vindt alleen wel dat Jeroen overbezorgd om haar is.
De vloek van Achesenamon is opgezet door de vrouw van Toetanchamon. Toetanchamon had een geheime liefde: Amneris. De vrouw van Toetanchamon wist hiervan en zette een onsterfelijke groep op. Het doel van deze groep was de bloedlijn van Amneris te vernietigen.
Ze is ontvoerd door de vader van Mathijs die haar de laatste druppel gif wil toedienen. Ze lag in de villa waar Fabian ook lag. Als het gif aan Noa toegediend wordt is ze nog niet verloren, want als Jeroen in Egypte alle papyrussen vindt, kunnen ze Noa nog redden. In de finale van seizoen 4 geeft Nienke een leven voor Noa en wordt ze weer wakker. Ze sliep eerst op de zolder, maar nadat de kamers verwisseld zijn, sliep ze met Joyce op de kamer. In het vierde seizoen is ze ontvoerd door Jakob.
Noa is de zevende die met het mysterie van de graal in aanraking kwam, nadat bleek dat zij de uitverkorene was. Hoewel ze van het mysterie afwist en in seizoen 3 deel 2 wist waarmee de club bezig was, is ze nooit lid geworden van de club.

#### Abdullah (Appie) Tayibi
Kevin Wekker (2008 - 2009; afl. 290 t/m 404)
De oude Appie (Achmed Akkabi) (2006 - 2008 afl. 1 t/m 289) is veranderd in de nieuwe Appie omdat hij in de geheime gang een artefact heeft aangeraakt. De ochtend daarna lag hij in zijn eigen bed maar niemand geloofde hem dat hij wel degelijk Appie is. De nieuwe Appie heeft een donkere huidskleur en kort zwart haar, dit in tegenstelling tot de oude Appie, die een licht getinte huidskleur en een grote krullenbos had. Hij snapt zelf ook niet hoe het komt dat hij veranderd is. Alleen Trudie denkt dat hij de neef van haar broeder is: 'Jan de Wit.' Trudie gelooft echter dat hij kan voorspellen, en Appie doet het als zij doet wat hij wil.
Maar Trudie heeft de nieuwe Appie al de hele tijd door en speelt gewoon mee.
Later gelooft de club Appie wel omdat hij zich de naam Nancy Ninja kon herinneren. In seizoen 4 behoort hij ook tot Het Genootschap Van Anchesenamon. Hij kreeg het cobrateken nadat hij de Traan aan Danny had gegeven om van Anchesenamon af te zijn. Nu is hij vervloekt door haar. Toen Nienke de Traan aan Anchesenamon gaf verdween dit teken. Appie sliep meestal op dezelfde kamer met Jeroen en later Fabian. Nadat hij van lichaam veranderd is, sliep hij voor een tijdje bij Amber op zolder omdat zij de enige was die geloofde dat hij Appie was. Nadat Jeroen hem geloofde is hij terug in zijn oude kamer komen slapen.
Appie is de zesde die in aanraking is gekomen met het mysterie, nadat Jeroen hem vertelde over dat de club het had over een schat. Appie moest van Victor onderzoeken wie er aan zijn klok heeft geprutst. Appie ontdekte dat het Fabian was, maar op het moment dat hij hem hiermee wou confronteren was de club juist bezig met een raadsel op te lossen. Appie dwingt hen om alles te vertellen, anders zou hij naar Victor gaan. De club gaat akkoord en niet veel later wordt hij het vijfde clublid.
Twee jaar na "De Wraak Van Arghus" & de Finale van het huis Anubis zien we dat Appie in het ziekenhuis binnen wordt gebracht. In de derde film moet de club hem redden, hij verandert weer, net zoals hij deed in de reeks. Daarom moet de club hem redden van de Germaanse orde. Op het einde van de film kussen Amber & Appie.
in de Het Geheim van de Verloren Ziel vraagt Appie Amber ten huwelijk.

#### Danny Rodenmaar
Patrick Wessels (2009; afl. 370 t/m 404)
Danny wordt in seizoen 4 de nieuwe bewoner van het huis Anubis. Hij is voor het eerst te zien in aflevering 370, de aflevering nadat Patricia, Joyce en Jeroen vertrokken zijn naar Amerika en Egypte. Aangezien zij weg zijn, komen er plaatsen vrij in het huis. Hij en zijn zus, Sofie, komen dus in het huis wonen. Hij is tevens familie van Victor. Danny is een vervelende etter. Met zijn iets te grote jas en bril doet hij zich net iets ouder voor dan hij is. Hij heeft al sinds de eerste dag dat hij in Het Huis Anubis woont door dat Nienke, Fabian (Berend), Amber en Appie een geheime club hebben. Hij wil dolgraag bij die club horen, alleen pakt hij het helemaal verkeerd aan. Hij steelt de Traan  om hen te chanteren, maar dankzij Amber hebben ze die terug. Wanneer hij dan nog eens te maken krijgt met Anchesenamon lijken bij Danny alle stoppen door te slaan. En alsof dat nog niet erg genoeg is, wordt Danny gebrandmerkt met de Gouden Cobra nadat hij de Traan aan Amber gaf. In de laatste aflevering is dit echter verdwenen. Danny sliep met Mick op de kamer.
Danny wist af van De Traan, maar heeft nooit geweten waarvoor de club die nodig had. Hij wou De Traan stelen voor zijn moeder, omdat die hem vertelde dat De Traan haar jonger zou maken.

#### Sofie Rodenmaar
Claartje Janse (2009; afl. 377 t/m 404)
De zus van Danny is op het eerste gezicht een voorbeeldig meisje. Ze is altijd netjes gekleed, haalt op school altijd negens en tienen en heeft altijd een antwoord klaar.
Maar als ze in het huis gaat wonen, wordt ze opeens heel onzeker. Er is in het huis namelijk een heel leuke jongen en het ziet ernaar uit dat hij haar ook leuk vindt.
Deze jongen, Mick, heeft het er echter nog steeds moeilijk mee dat zijn ex-vriendin, Joyce, naar Amerika is vertrokken. In de laatste aflevering krijgen ze een relatie met elkaar. Sofie sliep op dezelfde kamer als Nienke en Amber.
Sofie heeft nooit iets te maken gehad met het mysterie.

### Nevenpersonages

#### Victor Emanuel Rodenmaar Junior
Walter Crommelin (2006 - 2009; afl. 1-231, 233-285, 290-350, 355-400, 404 + in 2 cross-overs)
Victor is de opzichter en conciërge van het internaat. Victor wil zelf de schat van Anubis vinden en daarom houdt hij ook de Club van de Oude Wilg goed in de gaten. Hij noemt hen en ook meestal de andere bewoners ook wel het 'addergebroed'. Hij is dan ook meestal de grootste vijand van de club. In het laatste seizoen helpt hij de club echter.
Victor draagt meestal een lichtblauwe jas en praat tegen zijn vogel Corvus in zijn kantoor. Corvus is een opgezette zwarte raaf (Corvus is Latijn voor raaf). Hij was samen met Arie van Swieten, Ellie Van Engelen en Jason Wincker lid van het Anubis Genootschap, dat Joyce moest beschermen van Rufus.

#### Trudie Tahibi
Magda Cnudde (2006 - 2009; afl. 1-42, 45-193, 230, 234-376)
Trudie is de huisvrouw in Het Huis Anubis. Ook wel de moeder figuur voor de kinderen in Het Huis anubis. Zij zorgt voor de kinderen. Ze doet de huishoudelijke klusjes in huis, zoals koken en schoonmaken. Trudie is altijd heel aardig. Trudie gelooft sterk in spiritualiteit. In de tweede serie is zij een tijdje weg op vakantie omdat ze denkt dat het spookt in Het Huis Anubis (wat waar is). In het derde seizoen proberen Noa, Jeroen en Appie de 'perfecte man' voor Trudie te vinden. Als ze denken hem gevonden te hebben, ontdekt Noa de vreselijke waarheid en blijft Trudie 'manloos' achter. Trudie komt goed overeen met Noa en ontfermt zich dan ook over haar wanneer ze ziek wordt. Ze kan Victor niet uitstaan maar noemt hem toch stiekem 'mijn lieve brompot'. Trudie is voor de bewoners wat Corvus is voor Victor. De bewoners kunnen steeds bij haar terecht voor raad. Trudie is getrouwd met de oom van Appie, Ibrahim. Hij moest echter de dag na de bruiloft al terug naar Marokko, waarmee ze het moeilijk mee heeft. Ze mocht daarom ook naar Marokko gaan. De club moest iemand loslaten en dat was Trudie.
Trudie verliet het Huis Anubis om naar Ibrahim te gaan. Vlak voor ze vertrok liet ze nog echter doorschemeren dat ze wist dat Berend eigenlijk Fabian was.

#### Arie van Swieten
Ton Feil (2006 - 2009; afl. 1 t/m 404)
Arie van Swieten is de directeur van de school. Hij was lid van het Anubis Genootschap en was in het begin vooral bezig met Joyce en het proces tegen Rufus Malpied. Hij komt erg streng over en houdt ervan om in het Latijn te praten. Arie zit op dansles met Ellie Van Engelen, met wie hij ook is getrouwd. Arie is ook de vader van "Kleine Robbie" oftewel Robbie Lodewijks (van Swieten). Hij heeft ook nog een tweelingbroer genaamd Harry, die in 3 of 4 afleveringen te zien was.
In het eerste seizoen wilde hij samen met Victor de Graal vinden.

#### Ellie van Swieten - Van Engelen
Ingeborg Ansing (2006 - 2009; afl. 1 t/m 376)
Ellie is de lerares Frans en Nederlands en was lid van het Anubis Genootschap. Ellie is vaak nerveus en heeft een bril op. Ellie zit op dansles met meneer Van Swieten. In de laatste aflevering van het 2e deel van seizoen 2 trouwt ze met hem. In seizoen 4 denkt ze nog altijd dat het heel goed gaat met de schoolkrant, terwijl ze (de redactie) meer ruzie maken dan iets anders.
Ellie gaat mee met Trudie naar Marokko om er te helpen met de heropbouw van het dorp van Ibrahim. Ze blijft voor de rest van Seizoen 4 in Marokko en keert dus niet meer terug.

#### Jason Winker
Curt Fortin (2006 - 2007; afl. 4 t/m 140)
Jason was de geschiedenis leraar. Hij was heel populair bij zijn leerlingen. Amber was zelfs verliefd op hem, maar hij was verliefd op Ester. In het eerste seizoen was hij nieuw in de school, daardoor wist hij niets over Joyce. Patricia vertrouwde hem en vertelde hem alles over haar beste vriendin en hoe ze zomaar is verdwenen. Jason ging op onderzoek uit en hij stond op het punt om naar de politie te gaan toen hij merkte dat Ari en Ellie hem wat verzwegen. Hierdoor heeft Van Swieten hem alles verteld over Joyce en zo is hij lid geworden van het Anubis Genootschap.
Hij is midden in seizoen 2 deel 1 vertrokken van de school naar Ecuador om kinderen te helpen. Wolf (Raven) heeft ervoor gezorgd dat Jason die functie kreeg, zodat hij zijn plek kon innemen en  de Club dwars kon zitten.

#### Esther Verlinden
Karen Damen (2006 - 2007; afl. 11 t/m 172)
Esther is de gymlerares en sportmasseur. Jeroen werd in de maling genomen door Mick en Mara. Hij dacht dat Esther op hem verliefd was en zo komt Jeroen in zijn felroze boxershort voor haar te staan als zij zich doucht. In het eerste seizoen is ze heel populair, maar in het tweede seizoen komt ze nog maar zelden voor in de serie. Tevens is ze in het tweede seizoen verantwoordelijk voor de schoolkrant, ondanks het feit dat deze door Patricia, Joyce, Mick en Kleine Robbie wordt bijgehouden. Ze had een goeie band met Jason, en ze waren verliefd.
Na het tweede seizoen komt ze er niet meer in voor.

#### Kleine Robbie/Robert Van Swieten
Sander van Amsterdam (2006 - 2009; afl. 53 t/m 404)
Robbert zit een klas lager dan de bewoners van Anubis, en hij komt soms voor, soms om klusjes voor een bewoner op te lossen, en anders voor de schoolkrant (sinds seizoen 2). Zijn bijnaam is kleine Robbie. Van Swieten is zijn vader. Hij wordt verliefd op Patricia en stuurt haar verschillende brieven. Patricia wordt daardoor nieuwsgierig en samen met Joyce zoekt ze allemaal manieren om te weten te komen wie hij is. Later krijgt hij verkering met Patricia. Hij is vreemdgegaan met Miss Holland en breekt haar tiara. Door de schuld van Rufus denkt Robbie dat Patricia hem niet meer wil en hij maakt het uit. In seizoen 3 heeft hij een grotere rol. Eerst moest hij binnen een week €10.000 zien te krijgen voor Jack en daarna heeft hij samen met Mick en Joyce ervoor gezorgd dat meneer Van Swieten schoolhoofd mag blijven. Als Patricia vertelt dat ze naar Amerika gaat is Robbie woedend, waarom heeft ze hem dat niet eerder verteld. Later komt alles weer goed en vertrekt Patricia zonder zorgen naar Amerika. Robbie moet verder met Mick, maar zonder Patricia en Joyce, en dit wordt moeilijk.
Hij en Mick hebben het ook moeilijk met de schoolkrant want er zijn geen normale gasten. Als Van Swieten met Sofie komt met de mededeling dat zij het nieuwe Schoolkrant lid zal worden, zijn Robbie en Mick niet echt tevreden. Wanneer Mick en Sofie, door toedoen van de club, even op elkaar verliefd worden, kunnen ze toch even verder werken aan de krant. Als het parfum is uitgewerkt maken Mick en Sofie elk hun eigen krant en komt Robbie tussen twee vuren te staan.

#### Sarah Winsbrugge-Hennegouwen
Pim Lambeau (2006 - 2009; afl. 3 t/m 332)
Sarah is de oude vrouw uit het bejaardentehuis. Ze heeft Nienke het Medaillon gegeven en haar verteld dat er een schat in Het Huis Anubis ligt. Zij heeft daar vroeger ook gewoond. Haar vader, meneer Winsbrugge-Hennegouwen, heeft een schat meegenomen uit Egypte en om ervoor te zorgen dat Victor (of Victor Senior!) later de schat niet kon krijgen heeft hij de schat verstopt en aanwijzingen achtergelaten voor Sarah. Vervolgens zijn Winsbrugge-Hennegouwen en zijn vrouw omgekomen door een auto-ongeluk. Het huis Anubis was toen van de Rodenmaers. Sarah bleef alleen achter met Victor, die toen een levenselixer had in Het Huis Anubis. Sarah heeft de schat nooit gevonden. Nienke moet de schat nu vinden. In seizoen 1 deel 2 is ze overleden nadat ze een bezoekje had gebracht aan Het Huis Anubis. Daar heeft Victor haar proberen uit te horen over de schat. Sarah heeft herinneringen met Zeno, de zoon van Terpstra, die mee naar Egypte is gegaan met de Winsbrugge-Hennegouwens. Zijn vader is vergiftigd door de opa van Victor die toen de butler was van meneer Winsbrugge-Hennegouwen die de schat niet met hem wilde delen. Samen hebben Sarah en Zeno een tijdje naar de schat gezocht maar zonder resultaat.
In het derde seizoen komt ze als geest Nienke regelmatig 's nachts bezoeken tijdens haar dromen. Zij vertelt dat Noa, de Uitverkorene, ziek zal worden en dat zij De Traan Van Isis moet vinden.
Ze geeft ook nog een sleutel aan Nienke, die letterlijk de sleutel is die naar de Traan van Isis leidt. Dan zegt ze tegen Nienke dat dit de laatste keer is dat zij haar zal zien.
In het 4e seizoen keert ze tijdens de finaleweek terug naar Nienkes dromen om haar te vertellen dat het einde in zicht is en dat ze niet mag opgeven (enkel in het boek).

#### Ewout Winsbrugge-Hennegouwen
Cees van Ede (2006 - 2008; afl. 113, 116, 226, 257-258 t/m 290)
Hij is de man achter het mysterie. Hij reisde veel naar Egypte met zijn vrouw waar hij schatten vond zoals de graal en de Traan van Isis. Hij is vader van Sarah Winsbrugge-Hennegouwen en heeft een vrouw: Julia. Hij heeft de Barre tocht van Isis gemaakt zodat de Traan van Isis niet in slechte handen zou vallen. Zijn stem wordt ingesproken door Cees van Ede. Hij komt in de finale van seizoen 1 ook voor. Hij verschijnt samen met zijn vrouw en de jonge Sarah als geesten wanneer de graal tevoorschijn komt.

#### Irene Martens
Roelie Westerbeek (2006 - 2008; afl. 1 t/m 234)
De oma van Nienke kwam regelmatig voor in de serie. Nienkes oma is de enige familie dat Nienke nog heeft. En als ze dan nog eens in het 2de seizoen Deel 1 in coma geraakt, denkt Nienke dat haar oma het niet zal overleven. Maar aan het einde van het 2de seizoen Deel 2, wanneer Amneris en Toetanchamon waren herenigd is de vloek over Nienkes oma verdwenen. Ze zit nog steeds in een bejaardentehuis, maar in het derde en vierde seizoen kwam ze niet voor.

#### Oom Pierre Marant
René Retèl (2006 - 2009; afl. 18 t/m 320)
Pierre Marant is de oom van Fabian. Hij is een antiquair. De eerste keer dat hij voorkwam was in seizoen 1 voor de machine die wasrollen kon afspelen. In het 2de seizoen Deel 1 werd hij vergiftigd door Raven met een Egyptisch gif die in de ring van Raven zit. Maar aan het einde van het 2de seizoen Deel 2, wanneer Toetanchamon en Amneris herenigd waren is de vloek over Pierre Marant verdwenen. In het 3de seizoen zien we hem op de begrafenis van Fabian

#### Amneris
Ayesha Künzle (2007 - 2009; afl. 116 t/m 404)
Amneris is de geest die in het huis Anubis woonde. Ze verscheen daar vooral in de spiegel op zolder (de kamer van Mara en later Noa). Ze verscheen daar omdat ze wist dat Noa de uitverkorene was. Dat wilde ze iedereen duidelijk maken. Ze is de knappe vriendin van de farao Toetanchamon. De Egyptenaren dachten dat Amneris een directe afstammeling was van Isis en Osiris. Toetanchamon bouwde de liefdestombe voor haar. Maar Toetanchamon kreeg een ongeluk. Ze zijn nooit herenigd geweest en daar draait de vloek om: Amneris en Toetanchamon te herenigen. Op het einde van het 2de seizoen Deel 2 lukt dat en zijn alle mensen die vervloekt waren weer normaal. Daarna verdwijnt ze.
Aan het einde van Seizoen 4 komt ze nog terug in de geestenwereld en vertelt Nienke dat ze één leven had gegeven en niet háár leven. Ze gaf het leven van Amneris haar zoontje dat Anchesenamon had omgetoverd in de traan van Isis omdat Amneris hem niet aan Anchesenamon wilde geven. Dan vertelde Amneris Nienke dat ze het evenwicht tussen goed en kwaad herstelt had.

#### Zeno Terpstra
Hero Muller (2006 - 2009; afl. 36, 57, 94-129, 132-133, 140, 142, 144, 151-152, 159, 239-335, 354, t/m 361-363)
Zeno Terpstra was een egyptoloog in het Zinnick Bergman Museum. Net als De Club Van De Oude Wilg en Victor wilde hij in seizoen 1 de schat hebben. Daar had hij recht op vond hij. Jeroen luisterde De Club Van De Oude Wilg af en komt zo te weten dat er een schat in dit huis ligt en dat een zekere Zeno Terpstra hem ook wil. Jeroen zoekt contact met hem op en in ruil voor de schat wil hij €100.000 van Zeno krijgen. Ze hebben een deal. Jeroen vraagt een voorschot van €10.000. Dat krijgt hij en hij doet zijn geld op aan een nieuwe jas, dvd's. en binnen enkele dagen heeft hij nog maar €1000 over. Jeroen faalt omdat De Club Van De Oude Wilg hem voor is met het vinden van de schat en hierdoor heeft Jeroen schulden met Zeno.
In seizoen 2 moet Jeroen van hem de schat (Graal) stelen. Dit lukt maar Zeno wordt vergiftigd door Raven. Hierdoor raakt hij in een coma hij komt nog voor in hallucinaties en nachtmerries van Jeroen en komt de rest van het tweede seizoen niet terug.
Maar in seizoen 3 komt hij terug samen met Rufus. Hij ligt op sterven en heeft de Traan van Isis nodig om zichzelf beter te maken. Hierbij wordt Patricia gechanteerd door Rufus die voor Zeno de Traan Van Isis moet vinden. Hij verdwijnt echter op mysterieuze wijze nadat hij bezoek kreeg van het genootschap van Anchesenamon (de vader van Matthijs).
In seizoen 4 komt De Club Van De Oude Wilg te weten dat hij overleden is. Zijn lichaam is gevonden in Egypte omdat hij op zoek was naar de drie papyrusrollen om Noa te redden. Hij is gestorven omdat hij De Traan Van Isis niet op tijd gekregen heeft. Vlak voor hij gestorven is heeft hij echter een videoboodschap gemaakt, die hij via Rufus aan Jeroen laat bezorgen, waarin hij vertelt over de Traan Van Isis en Het Genootschap Van Anchesenamon. Hij wilde vertellen dat de Traan de afstammeling van Amneris was maar toen viel het beeld weg. Toen het beeld herstelde vertelde hij dat je drie opdrachten moest volbrengen om de Traan te zuiveren. Die opdrachten stonden op drie papyrussen. Een papyrus, die hij voor zijn dood al had gevonden, had hij al in de doos meegegeven maar voor de andere 2 papyrussen moest Jeroen naar Egypte. Hij had een plattegrond meegekregen waar op stond waar de papyrussen lagen. Hij wist dat het te laat voor hem was en besloot De Club Van De Oude Wilg te helpen.

#### Rufus Malpied
Just Meijer (2006 - 2009; afl. 17-38, 52-75, 235-335, 360-361)
Rufus zat in het eerste seizoen achter Joyce aan. Joyce werd toen beschermd door Het Anubis Genootschap (Van Swieten, Victor, Van Engelen en Jason). Rufus zocht contact met Patricia, de beste vriendin van Joyce. Patricia wilde ook weten wat er met Joyce gebeurd was en daarom werkten ze samen, tot Victor hem heeft ontvoerd en in de kist in zijn kelder gevangen hield. Op het einde van het eerste deel van seizoen 1 ontsnapte hij en in de tweede aflevering van het tweede deel van seizoen 1 ontvoerde hij Patricia om zo Joyce te krijgen en stuurde dreigbrieven naar Het Anubis Genootschap. Nienke, Fabian en Amber kwamen dit te weten en hebben Van Engelen kunnen overhalen om hen te helpen Patricia te bevrijden. Ze stelden een val op, waardoor ze Patricia konden bevrijden. Daarna verdween hij.
In het derde seizoen komt Rufus terug voor de Traan van Isis. Die heeft hij nodig om een levenselixer te maken voor de stervende Zeno Terpstra. Hiervoor chanteert hij Patricia, die De Weg Van Amneris (een set speciale dominostenen die De Club vorig seizoen nodig had) had gestolen om €10.000 te krijgen die Kleine Robbie nodig had om zijn schulden af te betalen. Patricia moet hiervoor De Club spioneren die de Traan Van Isis willen vinden om Noa te redden (Noa zal volgens een visioen heel erg ziek worden en alleen de Traan kan haar nog redden). Nadat Fabian in coma ligt kan het Patricia niet meer schelen of ze in de gevangenis komt, waardoor Rufus haar anders chanteert; Patricia denkt dat het haar schuld is dat Fabian in coma ligt (wat eigenlijk de vader van Matthijs gedaan heeft) en daardoor bedreigt hij Patricia door te zeggen dat Nienke, Amber en Appie hetzelfde zal overkomen. In het begin gelooft Patricia dit, maar nadien begint ze in te zien dat hij dat helemaal niet kan. Tijdens de begrafenis smeekt Rufus haast Patricia om de volgende proef te doen, maar Patricia gaat toch naar de begrafenis. Jeroen heeft al een tijdje door dat Patricia geheimzinnig doet en heeft al foto's genomen van Rufus en een gesprek opgenomen tussen Rufus en Patricia. Hierdoor dwingt hij haar alles te vertellen aan hem, Noa en De Club Van De Oude Wilg. Nadat ze alles verteld heeft, wil de Club (samen met Jeroen) het huisje terughalen (wat Patricia aan Rufus heeft moeten geven). Ze lokken Rufus in de val, waardoor ze weten waar Rufus en Zeno verblijven. Als ze bij het kasteel van Zeno aankomen is er niemand te bespeuren. Zeno is namelijk ontvoerd door de vader van Matthijs en Rufus zien ze scheurend wegrijden. Dat is het laatste wat we van hem (tot nu toe) hebben gezien.
In seizoen 4 zien we hem in slechts twee afleveringen. Hij probeert het huis binnen te komen om het pakje waarin Zeno's videoboodschap zit naar de kamer van Jeroen te brengen. Wanneer hij dit gedaan heeft verlaat hij het huis en verdwijnt hij spoorloos.

#### Wolf Rensen (Raven van Prijze)
Hugo Metsers (2007 - 2008; afl. 116 t/m 234)
Wolf is de nieuwe leraar op school die Jason vervangt. Op het eerste gezicht lijkt hij erg aardig, maar hij is eigenlijk de man met het masker. Raven is eigenlijk zijn echte naam. Hij heeft een enorm groot kasteel in de Ardennen. In het eerste deel van seizoen 2 werkt hij samen met Victor om de Liefdestombe van Amneris te vinden, maar algauw begint hij Victor te chanteren met Het Huis Anubis van hem af te pakken. Hij chanteert ook Jeroen; hij filmde Jeroen en Zeno Terpstra terwijl Zeno van de Graal dronk en hij in coma kwam te liggen. Het leek alsof Jeroen hem had vergiftigd (wat Wolf zelf gedaan heeft). Jeroen moest van Raven een papyrusrol afpakken van De Club, maar Jeroen had geen idee wat 'Anoniem' bedoelde. Jeroen vertrouwde Wolf en vertelde dat hij gechanteerd werd (Jeroen wist toen nog niet dat Wolf Raven was). Wolf zei dat hij best deed wat ze hem vertelden. In de laatste aflevering van seizoen 2 deel 1 komt Jeroen erachter dat Wolf zijn chanteur is. Hij vlucht van hem weg en probeert een uitweg te zoeken uit zijn kasteel. Tegelijkertijd ontvoerd Wolf samen met Victor Nienke omdat hij denkt dat Nienke de Uitverkorene is. De uitverkorene moet op een bepaald tijdstip op een bepaalde tijd de Graal vasthouden, waardoor de Liefdestombe onthuld zal worden. Maar zowel de tijd als de plaats als de Uitverkorene klopten niet, waardoor het mysterie verderging.
In seizoen 2 deel 2 zorgt Wolf ervoor dat Jeroen voor hem werkt door te zeggen dat hij zijn vader vrij kan krijgen, die opgepakt is wegens fraude. Ook doet Vera mee, de vrouw van Wolf. Vera wordt de nieuwe huishoudster omdat Trudie op vakantie is. Zij moet De Club spioneren en Victor en Jeroen in de gaten houden of ze wel hun best doen. Victor wordt verliefd op Vera en hij geeft zijn laatste geld aan haar uit. Op het einde van seizoen 2 raakt Victor alles kwijt en komt hij er eindelijk achter dat Wolf Raven is. zowel De Club Van De Oude Wilg als Raven en Vera komen er dan achter dat Noa de Uitverkorene is. Raven ontvoert haar en sluit haar op in zijn kasteel. Als Raven en Jeroen naar de geheime wand in de kelder gaan om te kijken wat het tijdstip is sluit Jeroen Raven op. Jeroen heeft Vera afgeluisterd en ontdekt dat hij zijn vader helemaal niet vrij zal krijgen. Jeroen vertelt alles aan De Club en samen gaan ze naar het kasteel. Noa moet voor zonsopgang op de hoogste toren van het kasteel staan. Victor gaat terug naar de kelder om Corvus te gaan halen, maar dan hoort hij Raven. Raven smeekt Victor hem te bevrijden. Victor doet dit, maar dan sluit Raven Victor op achter de geheime wand. Raven vlucht naar het kasteel. Intussen probeert De Club het kasteel binnen te dringen, maar Vera is er ook nog. Intussen is Raven aangekomen en neemt Noa mee naar de toren. Jeroen ziet dit en rent de toren in. Ondertussen zijn Vera en De Club ook onderweg naar de toren, alleen doet Vera een beetje lastig. Als iedereen in de toren is, komt de zon op. Vervolgens verschijnen Toetanchamon en Amneris. De Liefdestombe is open! Maar net wanneer Raven en Vera denken dat ze rijk zijn spreekt Amneris een vloek over hen uit. Samen vluchten ze weg. Niemand weet wat er met hen gebeurd is.

#### Vera de Kell
Elle van Rijn (2008; afl. 193 t/m 228, 234)
Vera is een huishoudster die in komt vallen voor Trudie, als die in het tweede seizoen even weg is. Vera is de vrouw van Wolf (Raven) en moet van hem De Club Van De Oude Wilg, Jeroen, Victor en later ook Noa in de gaten houden. Noa omdat zij probeert te achterhalen waarmee Jeroen bezig is. Ze is aangenomen omdat ze deed alsof ze dezelfde hobby's had als Victor (opgezette dieren, brouwsels maken, orgel). Victor wordt hierdoor zelfs verliefd op haar. Vera speelt komedie en doet alsof ze hem ook heel aardig vindt. Vera en Raven willen Noa onschadelijk maken omdat ze weleens te veel te weten kan komen, tot Raven denkt dat ze weleens de Uitverkorene kan zijn die de Liefdestombe kan laten onthullen. Raven en Vera willen de tombe leegroven. Wanneer ze zeker weten dat zij de Uitverkorene is ontvoeren ze haar. In de (voor)laatste aflevering werken Jeroen en De Club Van De Oude Wilg samen. Dan gaan ze samen naar de hoogste toren van het kasteel van Raven, de plaats waar de Uitverkorene moet staan om de Liefdestombe te onthullen. Vera probeert hen tegen te houden, maar faalt en op den duur komt iedereen samen op de toren, waar de Liefdestombe onthuld wordt. Maar Raven en Vera worden door Amneris en Toetanchamon vervloekt, waardoor Wolf (Raven) omringt wordt met groene rook en Vera achter hem aan gaat en ze verdwijnen voorgoed.

#### De muzikale tweeling
Laurine, Aurélie en Marie-Laure van De Dalton Sisters  (2008; afl. 200 t/m 208)
Deze muzikale tweeling werd door Appie en Amber ontdekt in het park. De club had net een muzikale tweeling nodig voor een opdracht. Ze kopen de vader van de tweeling om, door te zeggen dat ze een Russische impresario kennen. Zo kwamen de zusje bij het Anubis-Huis om de Egyptische liefdesdans op de luiten te spelen. Ze hielpen daarmee de club om de 6e opdracht op de geheime wand te vervullen.

#### Victor Emanuel Rodenmaar Senior
Walter Crommelin (2008 - 2009; afl. 236 t/m 355)
Victor Emanuel Rodenmaar Sr. is de vader van Victor Emanuel Rodenmaar Jr. en Marijke Rodenmaar en de opa van Danny Rodenmaar & Sofie Rodenmaar. Hij is overleden, maar in het derde seizoen komt hij in de spiegels van Het Huis Anubis wonen. Waarschijnlijk is hij in huis gekomen doordat Victor Jr. een levenselixer heeft gemaakt. Hij vindt Victor een nietsnut, een minkukel en een slappeling en gaf steeds de voorkeur aan Marijke. Hij is afhankelijk van het mini-huisje dat de club vond in de tombe. Hoe dichter het huisje bij hem in de buurt is, hoe sterker hij is. Victor Senior lijkt als twee druppels water op zijn zoon Victor Junior, buiten dat hij iets donkerder haar heeft dan Victor Jr. Hij draagt net als zijn zoon Victor Jr. altijd een blauwe stofjas, maar in tegenstelling tot Victor junior draagt hij hieronder steeds een donkerbruine sjaal of trui. Hij verschijnt steeds in de spiegel in de kelder, om Victor Jr. opdrachten te geven, en in de spiegel op zolder, om de club te bespieden. Zijn zoon Victor Jr. is de enige die weet dat hij terug is. Hij heeft maar één doel: De Traan van Isis in handen krijgen. Hij wil De Traan Van Isis vinden om terug tot leven te komen en om eeuwig te leven. Hij is de kwade kracht in huis waar Sarah over sprak tegen Nienke. Ook kan hij met Victor Jr. van plek wisselen, wanneer zij allebei hun handen op dezelfde plek op de spiegel leggen. Hierdoor kan hij tijdelijk uit de spiegel blijven totdat hij hoofdpijn krijgt. Nadat Victor Sr. tegen Victor Jr. zei dat hij Noa moest vergiftigen om De Traan te bereiken, wil Victor Jr. zijn vader niet meer helpen. Victor Senior krijgt Victor Junior toch nog zover om met hem te 'wisselen' zodat hij Noa kon gaan halen voor de volgende proef in de geheime gang. Dit mislukt echter, omdat het huisje op dat moment door Rufus uit Het Huis Anubis wordt gebracht. Victor Senior krijgt hoofdpijn en moet terug in de spiegel gaan. Dit doet hij, maar hij neemt Corvus mee in de spiegel zodat hij Victor Jr. kan chanteren. Victor Jr. moet het mini-huisje gaan zoeken van zijn vader, als hij zijn gevederde vriend Corvus terug wil krijgen. Toen Victor Sr. het huisje in handen had, kon hij heel lang uit te spiegel blijven en Victor Jr. heel lang in de spiegel laten.
In de eerste aflevering van seizoen 4 heeft hij de Traan van Isis afgepakt van de club. Terwijl Victor Senior terug in de spiegel gaat kan Victor jr. de Traan afpakken. Victor Sr. is woest en beveelt Victor Jr. de Traan van Isis aan hem te geven, anders is hij zijn zoon niet meer. Nadien heeft Victor de spiegel kapot geslagen. Victor Senior is voorgoed verdwenen.
Later in seizoen 4 blijkt dat hij in zijn testament heeft vermeld dat zijn dochter en Victor Jr. zijn zus Marijke onmiddellijk alle eigendomsrechten zal krijgen, indien zij aanspraak wil maken op Het Huis Anubis. Marijke heeft dit ontdekt en wordt zo de nieuwe eigenaar van het huis. Victor vermomt zich als zijn vader en doet alsof hij de geest is van hun vader en eist dat ze het huis teruggeeft aan Victor. Marijke ontdekt uiteindelijk dat het Victor is in vermomming.

#### Marijke Rodenmaar
Trudi Klever (2009; afl. 376 t/m 404)
Marijke is de nieuwe huisvrouw in Het Huis Anubis. Zij is de zus van Victor en de moeder van Danny en Sofie. Zij is heel streng en is dus al niet geliefd. Op haar kamer praat ze tegen iets of iemand, Amber heeft haar al een paar keer afgeluisterd maar weet nog niet waarmee ze bezig is. Appie krijgt dromen van Marijke waarin haar poppen de hoofdrol spelen. Marijke wil Het Huis Anubis afpakken van Victor, wat Victor Sr. eigenlijk aan haar heeft nagelaten. Dit lukt, waardoor ze nog meer macht heeft in het huis. Als ze dan ook nog eens te weten komt dat De Traan Van Isis bestaat, wil ze die koste wat het koste hebben.
De vraag is nu of Victor zijn zus zal laten doen of niet. Appie begint ook steeds meer en meer te geloven dat er iets duisters is met Marijke en haar poppen want het lijkt wel of deze leven. En ondertussen wordt ze belaagd door een deurbel en krijgt ze bezoek van haar vader, Victor Senior (Victor die zich vermomd had). Victor wilde haar zo het huis uit krijgen. Nadat ze dit door had moest Victor het huis verlaten tenzij hij haar de Traan zou bezorgen. Victor maakte echter een neptraan, waardoor zij heel lelijk wordt als ze deze opdrinkt. In aflevering 400 komt ze erachter dat deze Traan nep was als ze Jakob van den Berg op bezoek krijgt en moet Victor onmiddellijk vertrekken. In de laatste aflevering geeft ze toch het huis terug aan Victor nadat Jakob ervandoor is met de Traan, in ruil dat Victor een serum voor haar maakte voor haar huid.

#### Maarten Calvijn
Michiel de Jong (2008 - 2009; afl. 303 t/m 354)
Meneer Calvijn is een arrogante inspecteur, die heel erg zelfingenomen is. Hij denkt dat hij de beste is en wil dan ook dat zijn reputatie niet geschaad wordt. Hij komt op de school waar de Anubisbewoners op zitten en is daar voor een onderwijsinspectie. Bij zijn onderzoek test hij vooral de directeur van de school (meneer Van Swieten).
Na de inspectie vond meneer Calvijn dat meneer Van Swieten niet langer meer directeur kon zijn.
Maar dat is veranderd wegens de veiling die voor Oom Ibrahim is gehouden.
Zo is er dus toch iets goeds aan meneer Van Swieten en de school en blijft hij gewoon nog directeur. Maarten Calvijn is daarna uit de serie verdwenen.

#### Neef Mo
Mohammed Azaay (2007; afl. 69 t/m 83)
Neef Mo is de neef van Appie. In seizoen 1 deel 2 logeerde hij tijdelijk in Het Huis Anubis. Eerst onder het bed van Appie, nadien in een kast omdat Victor dit niet te weten mocht komen. De reden dat hij dit deed is omdat hij is gevlucht van zijn bruiloft. Hij moest trouwen met een vrouw die hij niet mooi vond. Appie kwam toevallig zijn bruid tegen en lokte haar en Mo naar een kamer in Het Huis Anubis. Mo werd zo verliefd op Nabila dat hij toch met haar wil trouwen. Nabila vergeeft hem gelukkig dat hij haar aan het altaar heeft laten staan. Na een groot feest verlaten ze het huis. Mo heeft Appie nadien nog een CSI kit cadeau gedaan, waarmee Appie van Victor moest onderzoeken wie er de klok heeft stukgemaakt.

#### De rectrix
Hanneke Riemer (2006 - 2007; afl. 59 t/m 172)
De rectrix kwam af en toe voor in de reeks in het eerste seizoen. Zij was er vooral toen de verkiezingen plaatsvonden voor het schoolvertegenwoordigerschap. In aflevering 172 kwam zij vertellen wie de beste schoolkrant van het jaar had en dat waren Joyce en Patricia.

#### Jack Kapon
Mark Ram (2008; afl. 252 t/m 269)
Jack is de manager van 'Miss Holland' oftewel Sylvia de Boer. Eerst doet hij best aardig, maar wanneer hij boos wordt, laat hij zijn ware aard naar boven komen; Robbie heeft een Tiara van Miss Holland gebroken en nu moet Robbie hem binnen een week tienduizend euro geven. Dankzij Patricia komt Robbie aan het geld. Nadat hij het geld heeft bekomen, is hij verdwenen.

#### Oom Ibrahim Tayibi
Sabri Saad el Hamus (2009; afl. 309 t/m 376)
Oom Ibrahim is de oom van Appie.
Hij is speciaal voor Appie vanuit Marokko naar het Het Huis Anubis gekomen. Hij vertelt dat heel zijn dorp verwoest is door een aardbeving. Joyce en Mick hebben speciaal voor de heropbouw van Ibrahims dorp een veiling gehouden om geld te verzamelen. Trudie wordt verliefd op hem, maar Ibrahim moest op een bepaald moment terug naar zijn dorp. Hij kwam echter speciaal terug voor de veiling. Na de afloop van de veiling vraagt hij Trudie ten huwelijk. In seizoen 4 trouwen ze, maar nadat Ibrahim terug naar Marokko is gegaan, bleef Trudie verdrietig achter. Dit deed ze speciaal voor de bewoners van Het Huis Anubis. Uiteindelijk hebben ze haar toch losgelaten en is ze naar Marokko verhuisd. Ibrahim is een wijze man en weet blijkbaar ook alles van het mysterie. Hij vernoemt zelfs Sarah Winsbrugge-Hennegouwen in Nienkes bijzijn. In een gesprek met Nienke over Fabian, vertelde hij haar dat de dood niet altijd het einde is. Hij weet dus misschien ook dat Fabian in werkelijkheid niet dood is.

#### Jimmy
Robert van Laar (2007 - 2008; afl. 157 t/m 182)
Jimmy is de zoon van Trudie, hij slaapt op de kamer met Fabian en Mick. Hij kwam in het huis als klusjesman en alle meiden waren meteen verkocht. Jimmy vond Nienke leuk en wilde haar dus van Fabian afpakken. Toen Nienke in het ziekenhuis lag en geheugenverlies had deed Jimmy als of hij en Nienke wat hadden. Mick kende hem al van een surfvakantie waar hij alle meisjes van Mick had afgepakt, hij vertelde dat hij een kwal was maar niemand wilde hem geloven. Patricia, Amber en Joyce zagen in dat Jimmy een kwal was en probeerden dat te bewijzen aan de rest. Ze hadden alle drie tegelijkertijd een afspraakje met hem namelijk. Toen dit gelukt was haatte iedereen Jimmy en toen ging hij na een flinke ruzie met Victor weg. Dit vond Trudie niet zo leuk. Hij zou normaal naar Ibiza gaan, maar het is onbekend of dit ook gebeurd is. Na zijn vertrek is hij nooit meer vertoond geweest. Hij was ook niet aanwezig op de bruiloft van zijn moeder.

#### Matthijs van den Berg
David-Jan Bronsgeest (2009; afl. 311 t/m 404)
Matthijs lag in het ziekenhuis naast Fabian. Hij had een gebroken been. Hij heeft nooit vrienden gehad en krijgt met Nienke de eerste in zijn leven. Matthijs heeft al erge dingen meegemaakt in het verleden, onder andere in de tombe van Achesenamon waar hij zijn moeder voor het laatst zag. Zijn moeder (Rosa) is vervloekt door Anchesenamon en hij en zijn vader moeten van haar de afstammeling van Amneris vernietigen. En de dokter die Fabian verborgen houdt, Jacob, is de vader van Matthijs. Matthijs komt naar het internaat om Noa te vergiftigen. Hij hoort bij het Bondgenootschap van Anchesenamon.
Zijn taak en die van zijn vader is het vermoorden van de laatste afstammeling van Amneris, Noa.
Als hij die taak niet vervult zullen zijn vader (de arts) en hijzelf voor eeuwig vervloekt zijn (eeuwig leven, en hij leeft al 218 jaar) en gekenmerkt met het Gouden Cobrateken.
Zijn moeder is al 200 jaar versteend, dus als de Geheime Club van de Oude Wilg Noa de Traan van Isis toedient zal Matthijs' moeder voor eeuwig verloren zijn. Matthijs wil hen, net zoals de club, allebei redden en helpt de club soms dan ook, hoewel zijn vader geen risico's wil nemen en hem verbiedt om de club te helpen. Matthijs heeft het hier heel moeilijk mee. De Club kan hen allebei redden, maar dan zullen ze de geest van Anchesenamon, de woedende vrouw van Toetanchamon, moeten oproepen en de levensgevaarlijke strijd met haar aangaan. In de laatste aflevering geeft Nienke de Traan van Isis aan Achesenamon zodat zowel Noa als Rosa gered zijn.

#### Jacob van den Berg
Evert van der Meulen (2009; afl. 306 t/m 404)
Jacob van den Berg is de vader van Matthijs. Hij is vervloekt door Anchesenamon. Hij heeft het eeuwige leven tenzij hij de afstammelingen van Isis en Amneris kan vermoorden. Zijn vrouw is versteend en zal pas weer normaal worden als de laatste  afstammeling overleden is. Anchesenamon is de vrouw van Toetanchamon, maar die bedroog haar met Amneris. Hierdoor wil Anchesenamon de afstammelingen van hen vermoorden. De vader van Matthijs wilde Noa vergiftigen nadat ze met Rufus een proef heeft gedaan in de gang. Maar Fabian sprong voor haar zodat hij het gif kreeg. Nu houdt de arts Fabian gevangen om het gif uit Fabian te halen om het vervolgens aan Noa toe te dienen. Hij is arts in het ziekenhuis waar Noa en Fabian lagen. Hierdoor kon hij Fabian ontvoeren en zeggen dat hij overleden is. Later komt Matthijs in Het Huis Anubis wonen zodat hij Noa kon vergiftigen. Noa is op den duur zo vergiftigd dat ze haar benen niet meer kan bewegen. Matthijs ontvoerde haar terwijl Nienke, Appie en Jeroen de laatste proef deden in De Geheime Gang. Als De Club Van De Oude Wilg merkt dat Noa weg is krijgen ze een telefoontje van Matthijs, die zegt dat Fabian nog leeft en dat ze Noa niet meer kunnen redden. Amber komt dan thuis en vertelt dat ze de arts is gevolgd. Nu weten ze waar de arts woont. Ze gaan naar zijn villa. De arts zegt tegen Matthijs dat hij ze moet wegsturen, maar De Club luistert niet en proberen alsnog de villa binnen te dringen. Hij heeft de laatste druppel gif aan Noa toegediend. Hij is mogelijk verantwoordelijk voor de dood van Noa's ouders. In het ziekenhuis heeft hij de schuilnaam Herman Wolfs.

#### Rosa van den Berg
Angela Groothuizen (2009; afl. 362, 404)
Rosa is de vrouw van Jacob. Ze is versteend door Anchesenamon omdat Rosa, Jacob en Matthijs haar tot leven hebben gewekt. Ze kan maar op één manier terug normaal worden: als alle afstammelingen van Amneris vernietigd zijn. Jacob en Matthijs zijn hiermee bezig. Op het einde van seizoen 4 komt ze uit de sarcofaag waar ze al die jaren in opgesloten heeft gezeten.

#### Anchesenamon
Meghna Kumar (2009; afl. 362, 393 t/m 404)
Anchesenamon is de vrouw van Toetanchamon. Ze is altijd jaloers geweest op Amneris, de vriendin van Toetanchamon. Toetanchamon schonk veel meer aandacht aan Amneris dan aan haar en dat wekte haar woede op. Achesenamon voerde een ritueel uit vlak voor ze stierf, waardoor ze als iemand haar tombe zou openmaken, zou ontwaken. De familie Van Den Berg was de eerste die haar tombe in duizenden jaren opende. Anchesenamons wraak ontstak en ze versteende de vrouw van Jakob Van Den Berg en vervloekte hun. Pas als zij de bloedlijn van Amneris (Ayesha Künzle) in handen heeft, zal zij Jakobs vrouw vrijlaten en de vloek opheffen, althans dat zegt ze. De Geheime Club van De Oude Wilg moet tegen Anchesenamon vechten, maar iedereen die Anchesenamon tegenwerkt, wordt slachtoffer van haar vloek. Zij is ook de derde liefdesstap om de Traan te zuiveren. De laatste stap om Noa te redden. Ze vervloekt Appie en Danny, die, net als Matthijs en zijn vader, de afstammelingen van Amneris moet vernietigen.
In de finale van seizoen 4 krijgt Anchesenamon wat ze wil: het zoontje van Amneris, dat ze had veranderd in de Traan. Hierdoor is de vloek opgegeven en het mysterie 'ontraafeld'.

### Gastpersonages (Personages die slechts enkele afleveringen te zien zijn)

#### Jan /Ziende Leeuw
Serge Adriaensen (2006 - 2007; afl. 26 t/m 27)
Neef van Trudie. Trudie belde hem op toen Patricia een geest had opgeroepen. Hij maakte haar weer zuiver van geesten. In zijn volk wordt hij Bwalla Zambo genoemd wat in het Nederlands Ziende Leeuw betekent.

#### Meneer Zeelenberg
Erik Burke (2006; afl. 42 t/m 45)
De vader van Mick. Kwam een paar keer in de serie voor. De eerste keer was toen hij met Mick uit eten ging. Mara ging toen ook mee en nam het voor Mick op toen zijn vader tegen hem tekeer ging. Ook kreeg hij een rondleiding van meneer Van Swieten op school(waarin hij veel investeerde). En uiteindelijk zorgde hij dat Trudie terugkwam in het huis Anubis, omdat hij zag dat Victor een gevangenis van het huis had gemaakt.

#### Harry van Swieten
Ton Feil (2006 - 2007; afl. 47-48 t/m 145)
Tweelingbroer van meneer Van Swieten. Hij werkt in een fopwinkel. Hij kwam tweemaal voor in de serie. De eerste keer toen Appie en Jeroen in de fopwinkel waren en de tweede keer toen de bewoners van het huis enge kostuums wilden vinden voor het afscheidsfeestje van Mara.

#### Spiros Flikflakus
Russel Hekster (2006; afl. 52-53 t/m 57)
Jurylid van de sportbeurs van Mick en tevens topsporter. Hij heeft Mick per ongeluk aangereden, waardoor Mick niet zo goed aan de sportbeurs mee kon doen. Later bleek dat hij in de jury zat en herkende hij Mick. De andere jurylid van de sportbeurs werd gespeeld door: Arend Edel.

#### Juffrouw Knaap
Bodil de la Parra (2007; afl. 67 t/m 70)
Juffrouw Knaap verving mevrouw Van Engelen voor een tijdje in het eerste seizoen. Juffrouw Knaap is heel erg spiritueel en de lessen die zij gaf waren heel erg verwarrend. Jeroen nam haar vaak in de maling. Toen mevrouw Van Engelen terugkwam, is Juffrouw Knaap verdwenen.

#### Nabila Baklava
Dunya Khayame (2007; afl. 80 t/m 83)
Dit was de verloofde van Neef Mo. Mo vluchtte omdat hij niet met haar wilde trouwen. Hij dacht dat ze nog zo lelijk was als vroeger. Als Appie ze bij elkaar brengt en hij haar ziet denkt hij daar ineens heel anders over. Uiteindelijk trouwen Nabila en Mo.

#### Swatlana Lamasadu
Sanne Vogel (2007; afl. 93)
Buikdanseres en vriendin van Trudie. Ze komt uit Polen. Trudie heeft geregeld dat Mara en Patricia buikdansles van haar kregen voor de themadag van Mara tijdens de schoolverkiezingen die Amber uiteindelijk won.

#### Jan Fontein
Vefa Ocal (2007; afl. 95-99)
Kennis van Trudie. Meneer Fontein is waarzegger en toekomstvoorspeller. Deze man was aanwezig op de themadag van de schoolverkiezingen voor Mara die Amber uiteindelijk won.

#### Jucille Flinterbottem
Ingeborg Ansing (2007; afl. 137)
Afrikaanse zangeres en tevens het idool van Jason. Ze lijkt heel erg op mevrouw van Engelen. Jucille kwam naar het afscheidsfeestje van Jason maar door Robbie is ze weer vertrokken. Robbie kreeg een pot kleine augurken over zich heen. Mevrouw van Engelen imiteerde haar om toch nog een leuk feestje voor Jason te maken.

#### Yasmine Sabri
Alicia de Vries (2007; afl. 141 t/m 146)
Yasmine is het tweelingzusje van Mara. Ze is in seizoen 2 tevoorschijn gekomen. Patricia en Joyce haalden Yasmine naar Het Huis Anubis om Mara te verrassen. Daarna nam zij Mara mee terug naar Dubai, waar hun ouders wonen. Ze wordt ook wel Yaya genoemd.

#### Meneer Cornelissen
Howard van Dodemont (2008; afl. 194 t/m 234)
De vader van Jeroen, hij zat in de gevangenis. Dankzij Noa is hij weer vrij en kwam hij aan het einde van seizoen 2 deel 2 aan op school waar Jeroen toen ook was. En ze gingen samen op vakantie.

#### Meneer Duo
Robert de la Haye (2008; afl. 200 t/m 208)
De vader van de muzikale tweeling die op de luiten de muziek voor de Egyptische liefdesdans speelde.

#### Dr. Anders Plof
Bart Poulissen (2008; afl. 204 t/m 213-216)
Organisator van de scheikundewedstrijd 'Pugna Fysica' waaraan Fabian en Joyce mee mogen doen. Nienke is jaloers en doet daarom in het geheim mee maar zij wordt betrapt.

#### Mevrouw Doorzee
YvonJane van Leeuwen (2008; afl. 205)
Lerares van de Egyptische liefdesdans. Appie en Amber namen les bij haar om in een dag de liefdesdans te leren.

#### Dhr. De Gier
Erik Koningsberger (2008; afl. 220 t/m 231)
Deurwaarder en werkt voor incassobureau. Hij ruimde het huis leeg in seizoen 2 deel 2. Later kwam hij daarop terug en zei dat het spul niets waard was. Victor kon de spullen op gaan halen op de vuilnisbelt. Hij was ook de elektricien van Elektra die Victor in het begin van zijn schulden op bezoek kreeg toen Raven de kabels stukmaakte.

#### Victor Emanuel Rodenmaar - Victors opa
Walter Crommelin (2008; afl. 226)
De opa van Victor was eenmaal te zien, in een flashback van Wolf/Raven in aflevering 226 van seizoen 2 deel 2. Victors opa is de vader van Victor Emanuel Rodenmaar Senior, en de opa van Victor Emanuel Rodenmaar Junior & Marijke Rodenmaar. En de overgrootvader van Danny Rodenmaar & Sofie Rodenmaar. Victors opa was de butler van Ewout Winsbrugge-Hennegouwen. Hij heeft de grootvader van Wolf, en de vader van Zeno, vergiftigd in opdracht van Winsbrugge-Hennegouwen, omdat deze de schat (de graal) niet wilde delen met hen. Na het auto-ongeluk van Winsbrugge-Hennegouwen is Het Huis Anubis in handen gekomen van de Rodenmaars; de opa van Victor, nadien Victor Emanuel Rodenmaar Senior en ten slotte Victor Emanuel Rodenmaar Junior zelf. De club van de Oude Wilg verwarde hem op een foto met Victor Emanuel Rodenmaar Junior, waardoor ze dachten dat Victor Junior al 130 was.

#### Miss Holland (Sylvia de Boer)
Sanne Verhoeven (2008; afl. 253 t/m 255)
Miss Holland oftewel Sylvia de Boer was te zien in seizoen 3 deel 1. Mick en Robbie moesten haar interviewen, maar dat liep fout af. Miss Holland heeft Robbie geduwd, waardoor hij op een tiara is gaan zitten. Zij was in paniek omdat haar manager, Jack Kapon, zou flippen als hij dat te weten zou komen. Robbie nam echter de schuld op zich, waardoor hij door haar werd beloond door een kus van miss Holland. Nadat Jack binnenkwam en de tiara zag werd hij enorm boos en zei tegen Robbie dat hij die tiara moest terugbetalen. Nadien zijn Jack en Miss Holland vertrokken en kwam ze niet meer terug. Jack wel om Robbie te bedreigen.

#### Kas Nova
Rens Ciggaar (2008; afl. 264 t/m 269)
Wereldrecordhouder eieren eten. Hij kwam naar de school voor een interview met de schoolkrant. Toen daagde Mick hem uit om in 1 minuut 26 eieren in plaats van 25 eieren te eten. Hierna volgde de wedstrijd eieren eten, die hij won. Zijn naam is waarschijnlijk afgeleid van Casanova.

#### Nico Hamer
Mike Meijer (2008; afl. 279-280 t/m 282)
Nico is tatoeagezetter. Hij heeft een hond. Toen Jeroen en Noa op zoek waren naar de geheime aanbidder van Trudie kreeg Jeroen een adresje via een jongen die hij kent van de post. Op dit adres woonde Nico. Hij hield Noa en Jeroen een nacht lang vast totdat ze wisten te ontsnappen. Hierna is hij nooit teruggekomen.

#### Paulo Panini
René van Asten (2008; afl. 288 t/m 290)
Paulo was de aanstaande man van Trudie. Hij bleek echter een oplichter die al met veel vrouwen probeerde te trouwen. Hij had 20 kinderen en zoekt gewoon iemand die voor hen kan zorgen. Noa, Appie en Jeroen hadden hem per ongeluk gevonden op een datingsite. Na deze man is Trudie met oom Ibrahim getrouwd.

#### Dr. Geert van Assche
Rob Spierenburg (2009; afl. 305-306-316- t/m 317)
Dokter van ziekenhuis Imelda. Hier lagen Fabian en Noa aan het begin van seizoen 3 deel 2. Deze dokter vertelde aan Nienke, Amber, Appie, Mick en Joyce dat Fabian overleden was. Hij heeft één keer zijn naam gezegd en dit was toen Noa het ziekenhuis verliet na haar hersenschudding.

#### Mevrouw Ruitenburg
Natasja van Tilburg (2009; afl. 319 t/m 320)
De moeder van Fabian. Was aanwezig op de 'begrafenis' van Fabian. Ze heeft op de begrafenis nog met Nienke gesproken.

#### Zahir Tayibi
Abdembi Azzaoui (2009; afl. 365 t/m 368)
Broer van Ibrahim. Hij kwam op de bruiloft van Trudie en Ibrahim en hij bracht toen Delphi mee. Zahir speelde maar een paar afleveringen mee.

#### Schoonspringster Anna
Liza Sips (2009; afl. 397)
De mooie schoonspringster Anna kwam voor in aflevering 397. Mick en Robbie wilde haar interviewen voor de schoolkrant. Sofie plakte een stinkbommetje onder haar stoelpoot. Toen ze ging zitten begon het vreselijk te stinken en vertrok ze weer.

#### B.J Van Ginkel
Hugo Maerten (2009; afl. 399 t/m 404)
B.J. van Ginkel was een bekende schrijver. Hij wilde met rust gelaten worden en is gestopt met schrijven. Ze vonden manuscripten van zijn laatste boek 'De vermoorde schrijver', behalve de laatste pagina. Zijn schuilnaam was Gerard van der Knoest. Wanneer Mick Sofie laat denken dat hij een schaatser was en dan is kluizenaar geworden, wil ze een interview met hem. Ze ontdekt dat hij B.J. van Ginkel is en niet van der Knoest. Ze komt dit te weten door het boek 'Als wolken die zichzelf opaten'. Uiteindelijk komt de laatste pagina waarin bekend werd wie de moordenaar was in de schoolkrant (de butler).

## Leidmotieven

### Het Medaillon (2006-2009)
Het medaillon is een halsketting die Nienke in eerste seizoen van Sarah kreeg in het bejaardenhuis. In tweede seizoen werd de steen in het medaillon geroosterd om de gouden kleur van Ra te krijgen. De steen moest in de wand gestopt worden om erachter te komen wat het tijdstip was waarop Noa de graal omhoog moest houden. In derde seizoen kwam de steen nog eenmalig terug., toen Victor onverwacht de steen in de klok vond bij het inrichten, terwijl de club bezig was in Egypte om de graal terug te brengen.

### Corvus (2006-2009)
Corvus is de opgezette dode raaf van Victor die regelmatig voorkomt in de hele serie. Victor heeft hem al sinds zijn jeugd. Nadat Corvus is neergeschoten door Victors vader, omdat hij de raaf niet meer kon uitstaan, heeft Victor hem zelf opgezet. Hij staat op Victors kantoor en Victor praat hier meestal mee. Corvus speelde vooral in het eerste seizoen een belangrijke rol, omdat de graal in hem zat. In het derde seizoen gebruikt Victor Senior hem, om zijn zoon te kunnen chanteren. De naam Corvus komt uit het Latijn. Letterlijk betekent het 'raaf'.

#### De Graal (2007-2008)
De graal was de schat van Anubis. Het kwam in het eerste, tweede en een aantal keer in het derde seizoen voor. Het steentje in de graal was een soort aanwijzing naar de geheime gang (waar de traan ligt). In het tweede seizoen moest Noa de graal omhoog houden om de tombe van Amneris te kunnen onthullen en om Nienke's oma weer te herstellen, uit haar coma.

### Het Miniatuur Replica Huisje (2008-2009)
Het huisje is letterlijk een echte miniatuur replica van het echt huis Anubis, het kwam vooral in het derde seizoen maar ook eenmalig in het vierde seizoen voor. De club vond hem onverwacht in Egypte, nadat ze de Graal weer terug in de wand hadden geplaatst. Vervolgens moesten ze een keuze maken of de Club het huisje zou meenemen, of niet. Appie twijfelde en was er volledig nieuwsgierig en geobsedeerd naar, dus de Club kreeg het huisje per ongeluk mee (door Appie). Zodra iemand het huisje in bezit heeft, kunnen er verschilrijke gebeurtenissen plaatsvinden in het huis Anubis. Bijvoorbeeld: smijtende deuren, extreme wind-briesen, verplaatsende voorwerpen, soort van huisbeving, etc... het miniatuur replica huisje is in ieder geval extreem gevaarlijk! Het hele huis en het miniatuurhuisje zijn met elkaar verbonden. Aangezien de Club hem toch onverwacht heeft meegekregen, moeten ze met z'n allen nu de volgende vloek, proberen op te heffen. Bij het miniatuurhuisje kregen ze ook een grote Egyptische plattegrond dat leidt naar de ondergrondse geheime gang. Daarbij krijgt de Club nieuwe raadsels, voorwerpen, en aanwijzingen mee, om dit gevaarlijk voorwerp zo snel mogelijk te kunnen verstoppen en beschermen. Victor en zijn vader maar ook Zeno Terpstra en Rufus willen het huisje koste wat het kost in handen krijgen.

### De traan van Isis (2009)
De traan is een soort flesje met een vloeistof, dit is een levenselixer. Er zijn velen die de traan willen hebben: de club (om Noa te redden), Zeno en Rufus (om Zeno te genezen), Victor en zijn vader (zodat Victor Senior het eeuwige leven krijgt), Marijke en Danny (om Marijke eeuwig jong en mooi te maken) en Jakob (om de club te verhinderen Noa te redden zodat hij zijn vrouw kan redden). In de laatste aflevering blijkt dat de traan het zoontje van Amneris is en gaat de Traan naar Anchesenamon, zodat zij een troonopvolger heeft.